# 오후의 향기
오후의 향기는 CBS 표준FM에서 2015년 9월 1일부터 2020년 6월 14일까지 방송했던 가요전문 라디오 프로그램이다.

## 역사
2015년 9월 1일에 첫방송을 시작했으며, 원래는 월요일부터 토요일까지 방송됐으나, 2015년 9월 14일부터 매일 방송으로 확대되어 방송하다가, 2020년 6월 14일 방송을 마지막으로 5년만에 폐지되었다.

## 역대 방송시간
| 방송 채널  | 방송 기간                         | 방송 시간                       |
| ---------- | --------------------------------- | ------------------------------- |
| CBS 표준FM | 2015년 9월 1일 ~ 2015년 9월 12일  | 월~토요일 오후 2:10 ~ 오후 3:55 |
| CBS 표준FM | 2015년 9월 14일 ~ 2016년 4월 24일 | 매일 오후 2:10 ~ 오후 4:00      |
| CBS 표준FM | 2016년 4월 25일 ~ 2020년 6월 14일 | 매일 오후 2:05 ~ 오후 4:00      |

## 역대 DJ
- 2015년 9월 1일 ~ 2016년 4월 24일 : 김현주
- 2016년 4월 25일 ~ 2017년 4월 30일 : 강수지
- 2017년 5월 1일 ~ 2020년 6월 14일 : 김윤주
  - (임시진행) 2018년 4월 30일 ~ 2018년 9월 30일 : 서영은
  - (임시진행) 2018년 9월 3일 ~ 2018년 9월 9일 : 서연미